# خسرو دوامی
خسرو دوامی نویسنده داستان‌های کوتاه و بلند، وی متولد ۱۳۳۶ در تهران است که از سال ۱۳۶۱ ساکن لوس‌آنجلس است. 

## زندگی ادبی
از خسرو دوامی داستان‌ها، ترجمه‌ها و مقالاتی در نشریات داخل و خارج به چاپ رسیده است. دوامی همچنین مدتی جنگ ادبی کتاب نیما را منتشر می‌کردهمچنین مجموعهٔ «هتل مارکوپولو» از وی برنده جایزه مهرگان ادب شد. داستان‌های دیگر که مجموعه داستان کوتاه «پرسه» و «پنجره» و «انجل لیدیز» از آثار منتشر شده اوست